# Moisés Souza
Moisés Reatégui de Souza (Macapá, 11 de janeiro de 1969) é um empresário, teólogo,  político brasileiro, filiado ao PSC. Foi presidente da Assembleia Legislativa do Amapá entre 2011 e 2016, tendo sido afastado do cargo diversas vezes após denúncias de corrupção sobre seu envolvimento na Operação Mãos Limpas

## Biografia

### Formação
Moisés é o filho do meio de quatro irmãos. Seu pai era comerciante e a mãe dona de casa. O deputado nasceu em Macapá e foi criado no bairro do Buritizal. É irmão do ex-deputado federal e ex-procurador do Estado do Amapá Marcos Reátegui.
Formou-se em duas faculdades: Direito, pela Universidade Estadual do Amapá  e administração, pelo Centro de Ensino Superior do Amapá (CEAP).

### Carreira política
Moisés Souza entrou na política em 2006, ao ser eleito deputado estadual pela primeira vez, com 5.841 votos, pelo Partido Social Cristão. Em seguida, disputa a prefeitura de Macapá em 2008, terminando a  eleição na quinta posição, com 8.492 votos. É reeleito nas eleições de 2010 e 2014.

## Controvérsias

### Mensalinho do Amapá
Moisés Souza envolveu-se no escândalo após ser descoberto que Fran Jr. foi nomeado por ele como consultor especial em seu gabinete. Além disso, Souza é irmão de Marcos Reátegui, delegado da Polícia Federal e que estava clandestinamente investigando o senador Randolfe Rodrigues (REDE). Reátegui foi preso e indiciado pela PF. Moisés é um dos principais aliados de José Sarney e um dos principais opositores de Randolfe. Seu irmão só foi liberado do Complexo Penitenciário da Papuda em 13 de dezembro de 2013 por decisão do juiz da 4ª Vara Criminal da Secção Judiciária do Amapá. Segundo o Ministério Público Federal, Reátegui teve condutas criminosas que objetivavam o seu próprio benefício, bem como beneficiar terceiras pessoas. As investigações descobriram um rombo de 52 milhões de reais na gestão de Souza através de notas fiscais supostamente falsas, diárias que seriam fraudulentas e possíveis fraudes em licitações para serviços pagos e não prestados.

### Operação Mãos Limpas
O Ministério Público Estadual denunciou em 2013 seis pessoas acusadas de participação em um esquema de corrupção, que resultou em desvio de R$ 820 mil dos cofres do Poder Legislativo amapaense. Os deputados Moisés Souza, Eider Pena e o ex-deputado Jorge Amanajás foram denunciados pelos crimes de formação de quadrilha, peculato, lavagem de dinheiro e ausência de procedimento licitatório. Segundo a denúncia, nos últimos dias como presidente da Casa, Amanajás efetuou um pagamento no valor de R$ 820 mil à empresa MFX Ltda sem licitação. Os pagamentos à empresa eram depositados na conta pessoal de Ana Margarida Marques Fascio, que não possuiu nenhuma relação aparente ou formal com a empresa MFX.
Houve empate na votação do Pleno do Tjap, com os desembargadores Gilberto Pinheiro e Manoel Brito e o então juiz convocado João Lages votando pela improcedência da denúncia do MP-AP e pela absolvição dos réus de todos os crimes imputados, divergindo do relator que teve voto acompanhado em parte pelos desembargadores Carmo Antônio e Stella Ramos. Em razão de empate, a presidente Sueli Pini desempatou o julgamento do mérito, acompanhando na íntegra o voto do desembargador Carlos Tork, por maioria, foram todos absolvidos do crime de lavagem de dinheiro, e Jorge Amanajás e Eider Pena foram absolvidos dos crimes de formação de quadrilha.

### Presidência da Assembleia Legislativa
Moisés teve uma passagem tumultuosa enquanto presidente  da Assembleia Legislativa do Amapá. Eleito em 2011, foi afastado do comando da Casa em 26 de junho de 2012 por determinação do Tribunal de Justiça do Amapá, sendo substituído pelo primeiro vice presidente Junior Favacho, retornando ao cargo em dezembro de 2013. Foi afastado de novo em junho de 2014, retornando em novembro do mesmo ano, após uma liminar concedida pelo STF. Novamente o comando da Casa ficou nas mãos de Favacho. É afastado mais uma vez em dezembro. Porém, o presidente do TJAP, desembargador Carlos Gomes dos Santos, informando a decisão na suspensão de liminar nº 838-AP do STF, suspende todas as decisões que determinaram o afastamento do Deputado Moisés Souza do cargo de presidente. Assim, Souza retorna a presidência da Assembleia. Em 29 de março de 2016, os deputados estaduais aprovam a saída definitiva de Moisés da presidência da Assembleia.Com isso, quem assume o comando definitivo da Casa é o vice-presidente Kaká Barbosa.

### Cassação do mandato e prisão
No dia 28 de novembro de 2016, Moisés Souza e o ex-primeiro secretário da Assembleia Edinho Duarte foram presos em ação da Operação Eclésia, deflagrada em 2012, que revelou uma série de esquemas de corrupção dentro do Poder Legislativo amapaense. O material apreendido nas dependências da Assembleia Legislativa do Estado do Amapá (ALAP) e nas residências dos envolvidos foi analisado e investigado criteriosamente pelo MP-AP, dando início as ações de improbidade administrativa e ações criminais que apontam, até então, um desvio de R$ 44,9 milhões de recursos públicos.
Além de Souza e Duarte, foram presos o servidor da Assembleia Legislativa do Amapá (Alap), Edmundo Tork, e Marcel Bitencourt e Manuela Bitencourt, também condenados na Eclésia. Os cinco são acusados de peculato, desvio e dispensa ilegal de licitação e delito de falsidade ideológica. As penas variam de 7 a 9 anos de prisão em regime inicialmente fechado. De acordo com a decisão, assinada pela desembargadora Sueli Pinto, presidente do Tjap, o início do cumprimento das sanções "é medida que se mostra em consonância com o referido pressuposto, pois os réus, especialmente Moisés, Edinho e Edmundo Tork, respondem a inúmeros processos penais e ações de improbidade por envolvimento em um dos maiores casos de corrupção apurado do Amapá, objeto da nominada 'operação Eclésia', com o desvio de milhões de reais dos cofres do poder legislativo amapaense", diz a decisão.
O fato  tornou-se inédito, pois nunca na história da ALAP um parlamentar foi encarcerado. Afastado do mandato, é substituído pela suplente Janete Tavares. Em 2018, a Comissão de Ética da ALAP aprovou por unanimidade a cassação do parlamentar. Contudo, a ação foi revertida pelo fato de a Assembleia não possuir um Código de Ética, o que impede a cassação de qualquer deputado..
O problema foi exposto em parecer de 22 de dezembro da deputada Luciana Gurgel (PL), sobre a representação do PSOL que pediu a cassação de Moisés Souza. O caso foi arquivado pela falta de procedimento que pudesse instruir os deputados sobre o pedido. O mesmo parecer ainda avaliou que em razão da falta do Código de Ética, a única forma atualmente de um deputado perder o mandato é em caso de recebimento de sentença sem mais chances de recorrer na Justiça. A medida, no caso, estaria amparada no artigo 98 da Constituição do Estado. Assim, a ALAP ficou com 25 deputados, em vez dos 24 atuais: o deputado afastado Moisés e a suplente em exercício Janete. Em 12 de novembro de 2019, Moisés é solto por ordem do presidente do TJAP João Guilherme Lages, após o entendimento do STF sobre a condenação após segunda instância..